# Erlass über die Religionsgesellschaften
Der Erlass über die Religionsgesellschaften (jap. 宗教法人令, shūkyō hōjinrei) von 1945 löste in Japan das Gesetz über die Religionsgemeinschaften ab. Bis zu seiner Außerkraftsetzung am 3. April 1951 bildete er den maßgeblichen, formalen Rahmen für die verschiedenen religiösen Institutionen in Japan, als Religionsgesellschaft (宗教法人, shūkyō hōjin) anerkannt und damit rechtsfähig zu werden.

## Geschichte
Nach der Kapitulation Japans, die den Zweiten Weltkrieg beendete, wurde das Gesetz über die Religionsgemeinschaften während der Besatzungszeit als Umsetzung der in der Potsdamer Erklärung beschlossenen Positionen auf Anweisung des Supreme Commander for the Allied Powers (SCAP) vom 4. Oktober 1945 mit Wirkung zum 28. Dezember desselben Jahres durch den Chokurei (勅令; Erlass des Tennō) Nummer 718 abgeschafft.
Am gleichen Tag wurde mit Chokurei Nummer 719 der das Gesetz über die Religionsgemeinschaften ablösende Erlass mit sofortiger Wirkung herausgegeben, dessen Inhalt zuvor mit Vertretern des SCAP (bzw. dessen Civil Information and Education Staff Section [CI&E]) und verschiedener japanischer religiöser Gruppen ausgehandelt worden war.
Der Erlass beschränkte sich in seiner Bestimmung religiöser Gemeinschaften lediglich darauf, einen formalen, gesetzlichen Rahmen zu deren Anerkennung als juristische Person (hōjin) vorzugeben. Im Gegensatz zum vorhergehenden Gesetz über die Religionsgemeinschaften sah er keinerlei Kompetenzen für die Regierung vor, irgendeinen inhaltlichen Einfluss auf religiöse Organisationen zu nehmen.
Auf Antrag des erst kurz zuvor (im Januar 1946) begründeten Jinja Honchō (神社本庁), des Dachvereins des Schrein-Shintōs, wurden durch eine Novelle des Erlasses vom 2. Februar 1946 auch, anders als im Gesetz über die Religionsgemeinschaften, erstmals Shintō-Schreine als potentielle Religionsgesellschaften erfasst, die nun, wie alle anderen religiösen Organisationen, Rechtsfähigkeit erwerben konnten. Der Schrein-Shintō war nun, anders als zuvor im Staats-Shintō, eine Menge privater Organisationen wie alle anderen Religionen in Japan auch. Dies entsprach auch dem Geist der wenig später verabschiedeten, neuen Verfassung Japans, die die alte Meiji-Verfassung ablöste und in Artikel 20 Absatz 1 die Ausstattung religiöser Gemeinschaften mit irgendwelchen Sonderrechten sowie in Artikel 89 die staatliche finanzielle Unterstützung religiöser Organisationen untersagte.
Der Erlass wurde schließlich am 3. April 1951 durch das Gesetz über die Religionsgesellschaften (宗教法人法, shūkyō hōjinhō) abgelöst. Dieses ist noch bis heute in Kraft (letzte Novellierung im Dezember 1997).

## Kritik
Eine später vorgetragene Kritik am Erlass war, dass dieser Japan durch die Okkupationsbehörden gewaltsam aufgezwungen worden sei, was jedoch nicht der Wahrheit entspricht. Tatsächlich beanstandete keiner der Repräsentanten der Religionsgemeinschaften, die bei den Verhandlungen zum Erlass anwesend waren, den Entwurf zum Erlass in irgendeinem Punkt.
Gerade wegen seiner sehr liberalen Bestimmung der Bedingungen zur Anerkennung als juristische Personen und den damit zusammenhängenden Steuerschlupflöchern geriet der Erlass jedoch bald in immer stärker werdende, öffentliche Kritik: In dieser Zeit erlebte Japan einen Boom der sogenannten Shinshūkyō (d. h. neuer religiöser Bewegungen), wobei zahlreiche Unternehmer ihre Unternehmen als Religionsgesellschaften registrieren ließen, was einerseits dem Staat wegen entgangener Einnahmen und andererseits dem Ansehen der Religionen in Japan im Allgemeinen schadete. Als in diesem Sinne missbräuchliche Religionsgesellschaften wurden in zeitgenössischen Medienberichten u. a. Makoto Kyōdan, Sekai Kyūseikyō und Reiyūkai dargestellt. Als besonders extremes Beispiel dieser Zeit gilt die Kōdō Chikyō (皇道治教), die in den späten 1940er Jahren damit finanziell erfolgreich war, dass sie ihre Cafés, Wäschereien und Bordelle als Kirchen betrieb und ihre Kunden als Gläubige deklarierte.